# Elecciones generales de Liberia de 1927
Las elecciones generales de Liberia de 1927 tuvieron lugar el 3 de mayo del mencionado año con el objetivo de elegir al presidente de la república para el período 1927-1931 y a los miembros de ambas cámaras de la Legislatura de Liberia. Las elecciones se realizaron bajo el régimen de la minoría américo-liberiana dirigido por el Partido Whig Auténtico (TWP) entre 1878 y 1980, por lo que el voto estaba restringido a dicha minoría, y la elección era considerada fraudulenta para imponer al candidato del TWP. Sin embargo, en esta ocasión se consideraba que el candidato Thomas J. Faulkner, del Partido Popular, tenía posibilidades de ganarle al presidente incumbente, Charles D. B. King, que se presentaba a la reelección para un tercer mandato, siendo la primera vez que un presidente liberiano buscaba ocupar el cargo por más de ocho años consecutivos.
King fue reelegido oficialmente con el 96.43% de los votos contra el 3.57% de Faulkner. Sin embargo, el fraude fue casi ridículamente notorio debido a que oficialmente recibió 243.000 votos, mientras que el electorado registrado en el momento no superaba los 15.000, dando como resultado una participación teórica del 1680% (casi diecisiete veces la población con derecho a voto). Francis Johnson-Morris, quien varias décadas después sería jefe de la Comisión Nacional de Elecciones del país, se refirió a las elecciones como "las más manipuladas que se hayan celebrado en Liberia". Los comicios liberianos de 1927 ocupan también un lugar en el Libro Guinness de los récords como "la elección más fraudulenta jamás registrada en la historia" en relación con el número de votos recibido por el candidato beneficiado por el fraude y la cantidad de votantes registrados.
Luego de la elección, Faulkner acusó a miembros del gobierno del Partido Whig Auténtico de usar mano de obra esclava en el hogar y vender esclavos a la colonia española de Fernando Poo, así como involucrar al Ejército en el proceso. A pesar de las negaciones del gobierno y su negativa a cooperar, la Sociedad de Naciones estableció la "Comisión Internacional de Investigación sobre la Existencia de la Esclavitud y el Trabajo Forzado en la República de Liberia", bajo la presidencia del jurista británico Cuthbert Christy Para determinar el alcance del problema. El presidente estadounidense Herbert Hoover suspendió brevemente las relaciones para presionar al régimen de Monrovia a cumplir con los reclamos. En 1930, se publicó el informe del comité y, aunque no pudo justificar los cargos de esclavitud y trabajo forzoso, implicó a los funcionarios del gobierno, incluidos King y el vicepresidente Allen Yancy, de beneficiarse del trabajo forzoso, equiparado con la esclavitud. También hubo sugerencias acerca de poner a Liberia bajo administración fiduciaria. A fin de evitar esto, el régimen minoritario resolvió sacrificar el gobierno de King y la Cámara de Representantes comenzó un proceso de proceso de destitución (juicio político) en su contra. King dimitió en diciembre de 1930, siendo reemplazado por Edwin Barclay.